# Julien Hubert
Pour les articles homonymes, voir Hubert.
Julien Hubert, né le 16 août 1980 à Paris 11e, et décédé le 9 juillet 2025, était un acteur français. Il a joué (uniquement) dans les films de son père, Jean-Loup Hubert. C’est ce dernier qui annonce la mort de son fils sur les réseaux sociaux. 
Il est le frère d'Antoine Hubert.

## Filmographie
- 1981 : L'Année prochaine... si tout va bien : Antoine, le bébé de Maxime et Isabelle
- 1987 : Le Grand Chemin : figuration dans l'église
- 1989 : Après la guerre : Julien
- 1991 : La Reine blanche : Milou
- 1993 : À cause d'elle : Julien Hervy
- 2004 : Trois Petites Filles : Thibaut